# ラファエル・ペレストレーリョ
ラファエル・ペレストレーリョ (ポルトガル語: Rafael Perestrello) は、16世紀前半に活躍したポルトガル人の探検家。クリストファー・コロンブスの妻フィリーパ・モニス・ペレストレーロの従弟にあたる。1516年から1517年にかけて中国南岸に到達し、広州での貿易を試みた。これは、1513年にジョルジ・アルヴァレスが珠江デルタ内の内伶仃島に上陸したのに次いで、ヨーロッパ人として二番目に海路から中国本土に到達した例である。またラファエル・ペレストレーリョは、スマトラ島やマラッカでポルトガルの軍人としても活動した。
16世紀の歴史家ジョアン・デ・バロスによれば、ラファエル・ペレストレーリョはアンダマン諸島付近で迷子になりながらも、人肉食を行う原住民の領域を通り抜けて生還した。

## 一族

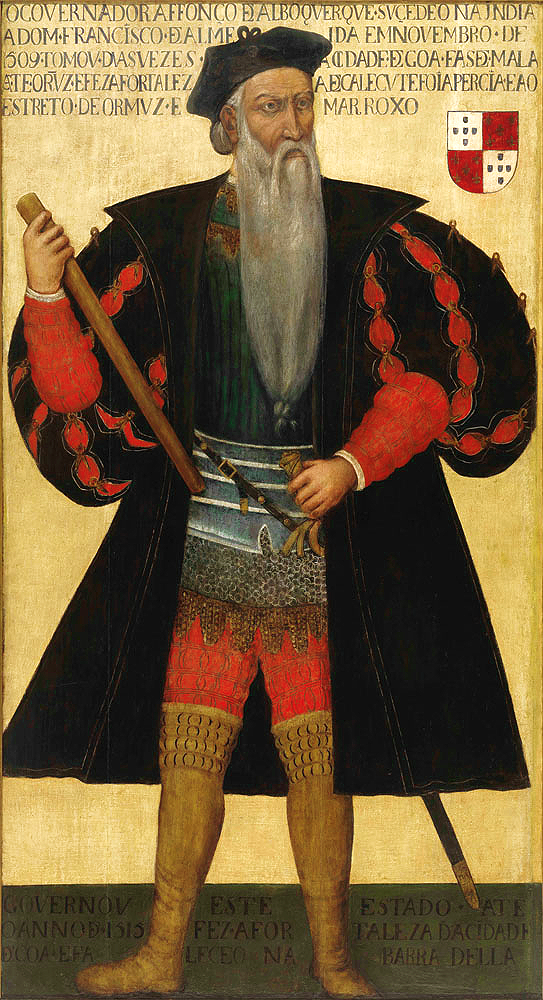
インド副王アフォンソ・デ・アルケブルケ。ラファエル・ペレストレーリョに中国遠征任務を与えた人物である。

曾祖父フィリッポ・ペレストレーリョは、イタリア・ピアチェンツァの貴族だったが、1385年に妻カタリーナ・スフォルツァとともにポルトガルへ移住した。最初はポルト、次いでリスボンに住み、貿易に従事した。この夫婦は4人の子をもうけた。すなわち、リヒャルテ（ラファエルと呼ばれることもある）、イサベル（アイネス・アネス・デ・ベージャと結婚）、ブランカ、バルトロメウ（クリストファー・コロンブスの妻フィリーパ・モニス・ペレストレーリョの父）である。1410年生まれのリヒャルテ・ペレストレーリョはリスボンのサンタ・マリーニャの小修道院長となったが、少なくとも二人の子供をもうけ、1423年にこれを認知している。そのうちの一人ジョアン・ロペスの子がラファエル・ペレストレーリョである。

## 中国遠征
1516年、ラファエル・ペレストレーリョはインド総督アフォンソ・デ・アルケブルケの命を受けて、ポルトガル領マラッカを出発して中国南岸の広州に至った。当時の中国は明の正徳帝の時代であり、アルケブルケは中国との貿易関係を構築しようとしていた。ラファエル・ペレストレーリョのジャンク船艦隊は、価値ある交易品と中国市場の持つ大きな可能性を記した報告書とともに帰還した。明当局から港への入港と貿易は認められたものの、それ以上深入りすることはできなかった。彼は1517年にももう一度広州を訪れている。ラファエル・ペレストレーリョの報告を受けて、フェルナン・ピレス・デ・アンドラーデがベンガル遠征を取りやめ、1517年に本格的な対明交渉に動き出すことになる。

## 東南アジアでの軍歴

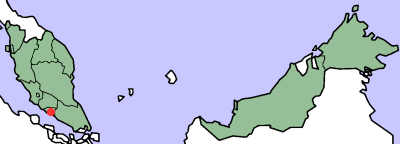
ポルトガル領マラッカ（赤点）

ラファエル・ペレストレーリョはアフォンソ・デ・アルケブルケの従弟ジョルジ・デ・アルケブルケのもとについて、1514年のパサイ王国との戦争に参加している。この戦争は、ポルトガルに敵対的なこのスマトラ島北部のイスラーム王国のスルターンを廃し、友好的な者にすげかえるためのものだった。16世紀の歴史かジョアン・デ・バロスによれば、ポルトガル軍がこのスマトラの「ムーア人」の砦を攻撃した際、ラファエル・ペレストレーリョ率いるマルケスという部隊が、防護柵越え一番乗りを果たした。強大な敵を打ち負かしたポルトガル人は、東南アジアの交易権の覇権を握り、コショウを買いたたいてヨーロッパに送ることで莫大な富を築くことができるようになった。またポルトガルに追われたマラッカの前スルターンのマフムート・シャーが1524年に再起を図った際には、ビンタン島でこれを破ってマレー半島へ追いやっている。